# ファブリツィオ・ロマーノ
ファブリツィオ・ロマーノ（Fabrizio Romano,1993年2月21日 - ）は、イタリア・カンパニア州ナポリ県ナポリ出身のサッカージャーナリストである。
ヨーロッパ中のあらゆるクラブやメディア、エージェントとの交友関係を持ち、サッカー界で最も信頼されているジャーナリストの1人である。

## 経歴
1993年2月21日、ナポリに生まれる。ミラノのサクロ・クオーレ・カトリック大学出身。
16歳からサッカーライターとしての活動を始め、18歳の時にFCバルセロナのイタリア人エージェントから当時在籍していたマウロ・イカルディに関する内部情報を受け取ったことから、移籍専門ジャーナリストとしての活動を開始した。
19歳でイタリアの大手スポーツ専門チャンネルSky Sport Italyの一員となると、ヨーロッパ中のあらゆるクラブや代理店、エージェントとの広い交友関係を築いた。
ヨーロッパ中のクラブの移籍情報や噂を専門に扱い、XやInstagramなどのソーシャルメディアでコンテンツを発信し続けている。
2022年にはその記事の正確性や話題性が評価され、フォーブス30アンダー30を受賞した。
ガーディアンとCBSスポーツの記者としても働いている。

## 人物
- サッカー移籍専門ジャーナリストの第一人者として知られるジャンルカ・ディ・マルツィオの弟子として知られる。
- サッカーの移籍市場が開幕するとその期間は1日に最低50件の電話をかけ、睡眠時間は多い日で5時間といわれる。
- イングランドのサッカークラブ、ワトフォードFCのファンを公言している。[4]
- マルチリンガルであり、イタリア語や英語、スペイン語、ポルトガル語を操る。[5]
- 選手や監督の移籍が確定した時に発する「Here we go!」は彼の代名詞として知られている。